# Peter Mišák
Peter Mišák (Rózsahegy, 1950. szeptember 10. –) szlovák tanár, lapszerkesztő, könyvszerkesztő, műfordító, kritikus, író, költő, lexikográfus.
1965 és 1968 között a rózsahegyi középiskolában, 1968-tól 1972-ig Besztercebányán a pedagógiai tanszéken szlovák és német nyelvet tanult. Tanulmányai befejezése után egy évig Háromszlécsen tanított. 1974-től az Osveta Kiadó szerkesztője és főszerkesztője, 1992-től a Matica slovenská munkatársa. Jelenleg a Slovenskje národňje novini hetilap főszerkesztője Turócszentmártonban.

## Művei
- Listovanie (versek, 1981) Böngészés
- Deň (versek, 1988) Nap
- Soľ v nás (versek 1998) Só bennünk
- Necelé sonety o láske (versek, 2004) A szerelem hiányos szonettjei
- Malý slovník slovenských spisovateľov (2002) Szlovák írók kisszótára
- Pointa smrť (novellák, 2007) Halálpont
- Rozhovor na ulici (versek, 2009) Interjú az utcán

## Díjai, elismerései
- Paul Rusnak-díj (2000)[1]
- Paul Rusnak-díj (2003)[2]
- Polgármesteri elismerést kapott jelentős irodalmi teljesítményért (2003)

## Fordítás
- Ez a szócikk részben vagy egészben  a(z)   Štefan Kasarda című szlovák Wikipédia-szócikk ezen változatának fordításán alapul.  Az eredeti cikk szerkesztőit annak laptörténete sorolja fel. Ez a jelzés csupán a megfogalmazás eredetét és a szerzői jogokat jelzi, nem szolgál a cikkben szereplő információk forrásmegjelöléseként.